# Ivan Balan
Ivan Dimitrievici Balan (în română Ivan Bălan, în ucraineană Іван Дмитрович Балан; n. 1 iunie 1949, Mala Vîska, RSS Ucraineană, URSS) este un antrenor și fost jucător de fotbal ucrainean de etnie română, în prezent liber de contract.